# Astragalus tataricus
Astragalus tataricus är en ärtväxtart som beskrevs av Adrien René Franchet. Astragalus tataricus ingår i släktet vedlar, och familjen ärtväxter. Inga underarter finns listade i Catalogue of Life.